# Милль, Уолтер
Уолтер Милль (около 1130 — 1190, Палермо) (англ. Walter of Mill, итал. Gualtiero Offamiglio или Offamilio, лат. Ophamilius) — англичанин по происхождению, архиепископ Палермо, один из важнейших сановников Сицилийского королевства при Вильгельме II и Танкреде.
Прибыл на Сицилию в 1166 году вместе со Стефаном дю Першем, стал воспитателем малолетнего Вильгельма II и его младшего брата, получил должность каноника королевской Палатинской капеллы. После изгнания Стефана дю Перша, вынужденного отказаться от сана архиепископа Палермо в 1168 году, Уолтер Милль стал его преемником, добившись этого, по мнению Гуго Фальканда, «больше насилием, чем избранием». Королева-регентша Маргарита Наваррская, считавшая изгнание своего фаворита Стефана дю Перша незаконным, противилась избранию нового архиепископа. Тогда Уолтер Милль подкупил папу Александра III, и последний утвердил избрание Уолтера на кафедру. 28 сентября 1168 года Уолтер Милль был посвящён в архиепископы в кафедральном соборе Палермо. После 1168 года Уолтер Милль был одним из важнейших сановников, фактически управлявших страной от имени Маргариты Наваррской, а затем советником молодого Вильгельма II.
В 1174 году Вильгельм II добился от папы буллы, разрешавшей учреждение нового бенедиктинского монастыря в Монреале. Настоятель монастыря становился автоматически архиепископом, что уменьшало влияние Уолтера Милля. Уолтер пытался протестовать, но Монреале строился рядом с Айя-Кириака, прежней резиденцией греческих епископов Палермо, что в силу традиции позволило Монреале стать архиепископией наравне с Палермо в 1176 году. Чтобы противостоять влиянию конкурирующего архиепископа, Уолтер начал строительство нового кафедрального собора в Палермо. Собор неоднократно перестраивался впоследствии, но две его часовни — Св. Духа и св. Кристины — сохранились в том виде, в каком были построены при Уолтере.

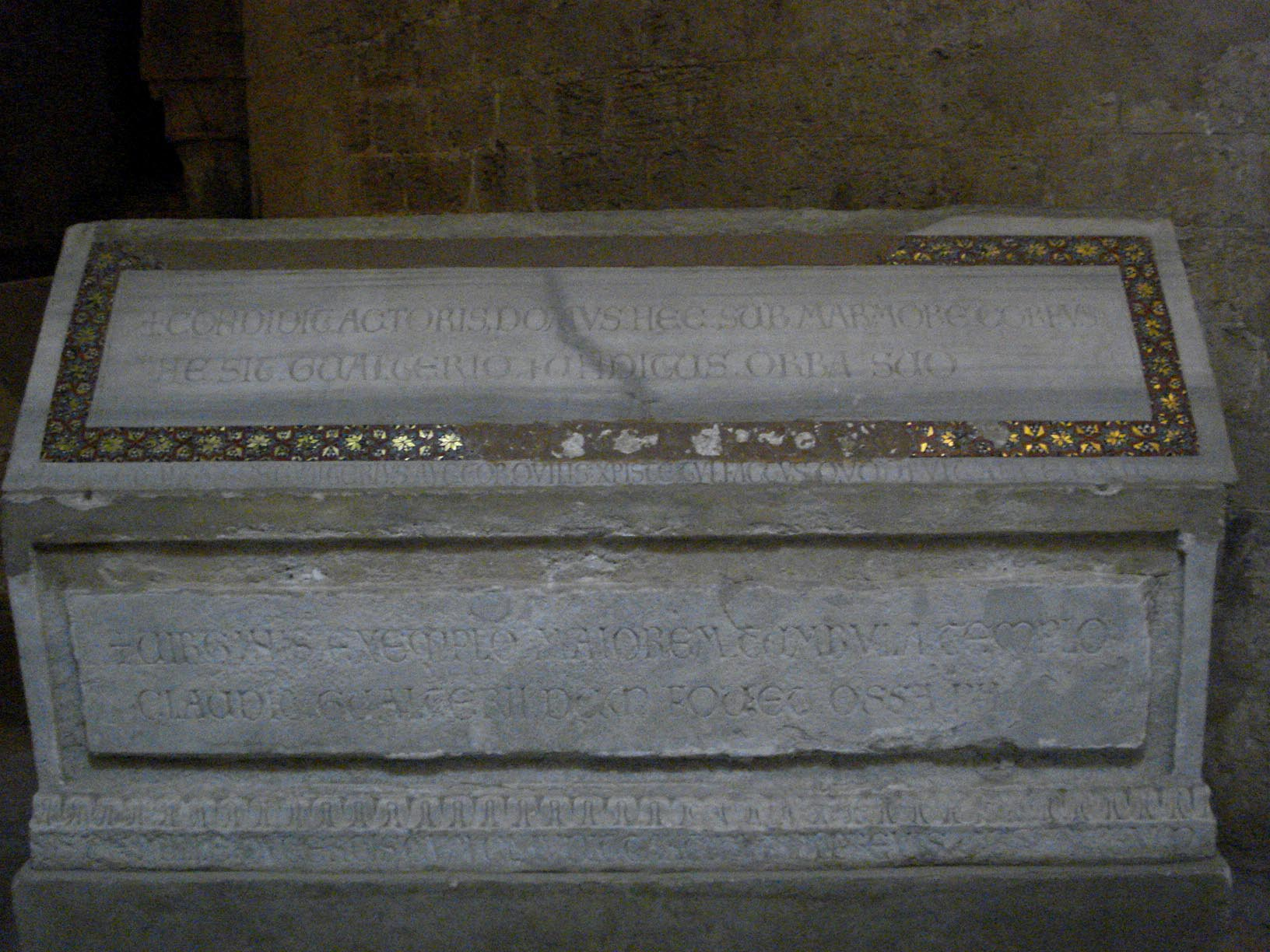
Саркофаг Уолтера Милля в соборе Палермо

В 1184 году Уолтер был одним из немногих, поддержавших проект брака наследницы престола Констанции с будущим Генрихом VI Гогенштауфеном. Хотя благодаря этому браку Генрих VI получал права на престол Сицилии, Уолтер после смерти Вильгельма II поддержал избранием королём Танкреда и короновал его в январе 1190 года.
По мнению хрониста Рикардо из Сан-Джермано Уолтер и Маттео д'Аджелло были «двумя прочнейшими опорами королевства». Уолтер Милль был ярким представителем высшего сицилийского духовенства, более занятого мирскими делами, чем своими духовными обязанностями.
Уолтер скончался в начале 1191 года и похоронен в крипте собора Палермо.